# قائمة البطاركة الموارنة
سلسلة البطاركة الموارنة تظهر من تعاقب على كرسي أنطاكية منذ قيام البطريركية المارونية ككيان منفصل في الهزيع الأخير من القرن السابع وحتى الآن. وتشمل القائمة على سبعة وسبعين اسمًا أحدثهم هو بشارة بطرس الراعي منذ 15 آذار 2011. ولا يمكن معرفة الكثير من المعلومات عن بطاركة القرون الثلاثة الأولى باستثناء أسمائهم وبعض الذرات عنهم، يعود السبب الرئيس في ذلك بسبب تلف مجموعة كبيرة من الوثائق والمعلومات خلال مرحلة انتقال البطريركية إلى لبنان وخلال مرحلة الحروب الصليبية - المملوكية، ويشار إلى أنه باعتراف المؤرخين الموارنة أمثال الدكتور إلياس قطار إن القرون الثامن والتاسع والعاشر هي الأكثر غموضًا في تاريخ الموارنة وليس فقط تاريخ بطاركتهم.
بحسب أغلب الروايات الصادرة عن مؤرخين موارنة وكاثوليك، فإن تاريخ تأسيس البطريركية المارونية يعود لأواخر القرن السابع، أما سبب اختيار الأساقفة الموارنة لبطريرك، فربما يعود لأن بطاركة أنطاكية ومنذ الفتح الإسلامي وتحديدًا منذ العام 640 قد أقاموا في القسطنطينية لا في أنطاكية ولم يحدث أي اتصال بينهم وبين رعاياهم، ومن المحتمل أن علاقة الأرثوذكس الإنطاكيين بالإمبراطورية البيزنطية وبالإمبراطور هرقل قد أفقدهم حظوتهم لدى الخلافة الأموية رغم علاقاتها الطبيعة مع المسيحيين. أعمق من ذلك فإن بطاركة أنطاكية الذين أقاموا في القسطنطينية، لم يختاروا من قبل الأساقفة الإنطاكيين وفي كثير من الأحيان عينوا تعيينًا ولم ينتخبوا مطلقًا، أي أن الكرسي الأنطاكي كان فعليًا بحكم الشاغر. لذلك فحسب الرواية الرسمية، وبعد وفاة ثيوفانس عام 687 التأم الأساقفة الموارنة واختاروا يوحنا مارون أحدهم بطريركًا غير أن اسمه لم يدرج في سجلات البطاركة في القسطنطينية وفي الوقت نفسه كفّ الأباطرة عن رسامة بطاركة فخريين لأنطاكية من عاصمتهم، وذلك حتى عام 752 حين سمح خليفة بين أمية للملكيين الإنطاكيين رسامة بطريرك، أي بعد شغور فعلي دام قرنًا، ولم تتوحد بطريركية أنطاكية الخليقدونية منذ ذلك الحين.
ويأتي قضاء جبيل بأحد عشر بطريركًا في قائمة أعلى أقضية لبنان التي قدمت بطاركة، يليه قضاء كسروان بعشرة بطاركة، ثم بشري بسبعة؛ أما على صعيد المحافظات يأتي جبل لبنان أولاً إذ قدّم الجبل ستة وعشرين بطريركًا، يليه محافظة شمال لبنان بخمسة عشر بطريركًا، أما الجنوب بطريركان وبيروت بطريركان أيضًا، وهناك أيضًا عشرة بطاركة على الأقل من سوريا؛ ولا تعتبر هذه النتائج شاملة بسبب ضياع قسم كبير من الوثائق عن البطاركة في القرون الأولى.

## قائمة البطاركة

### من القرن السابع وحتى القرن الحادي عشر
إن المعلومات حول البطاركة الموارنة حتى القرن الحادي عشر معلومات هزيلة، وما زاد من هزالها ضياع عدد كبير من الوثائق، وإحراق قسم آخر منها، خلال فترة الاجتياح المملوكي أواخر العهد الصليبي؛ وليس هناك من معلومات تتحدث عن بطاركة القرون الأربعة الأولى سوى أسمائهم وبعض الملاحظات الجانبية التي كان البطريرك الدويهي أول من اعلنها، مستندًا بذلك إلى مخطوط كرشوني وجده في كنيسة دمشق المارونية، دون تبيان أصل هؤلاء البطاركة أو فتراتهم الزمنية أو الأعمال التي قاموا بها، وقائمة الدويهي تشمل:
| الترتيب | البطريرك              | ملاحظات |
| ------- | --------------------- | --- |
| 1       | مار يوحنا مارون الأول | الثالث والستون بعد القديس بطرس. |
| 2       | قوروش.                | وهو ابن أخت مار يوحنا مارون. |
| 3       | جبرائيل الأول.        | آخر من سكن في دير كفرحي. |
| 4       | يوحنا مارون الثاني.   | انتقال البطريركيّة إلى يانوح في جبيل. |
| 5       | يوحنا الأول.          | كان من مدينة جبيل الساحلية. |
| 6       | غريغوريوس الأول.      | - |
| 7       | اسطفانوس الأول.       | - |
| 8       | مرقس.                 | - |
| 9       | أوسابيوس.             | يدعى أيضًا حوشب. |
| 10      | يوحنا الثاني.         | انعقد في عهده المجمع القسطنطيني عام 896 |
| 11      | يشوع الأول            | استغرب الدويهي وجود بطريرك ماروني باسم يشوع، لأن الموارنة لم يسموا يشوع، "حرمة لمن فدانا بموته"، إلا أنه عاد فأوضح أنّ اسمه عيسى، والذي يعني بالسريانية يشوع |
| 12      | داوود الأول.          | - |
| 13      | غريغوريوس الثاني.     | - |
| 14      | ثاوفيلكتوس.           | والذي يدعى أيضًا حبيب. |
| 15      | يشوع الثاني.          | - |
| 16      | ضوميطيوس.             | أي ضوميط. |
| 17      | اسحق.                 | - |
| 18      | يوحنا الثالث.         | - |
| 19      | شمعون الأول.          | وتعني بالعربية سمعان. |
| 20      | إرميا الأول.          | - |
| 21      | يوحنا الرابع.         | - |
| 22      | شمعون الثاني.         | - |
| 23      | شمعون الثالث          | - |

### من القرن الثاني عشر وحتى القرن الرابع عشر
إن أقدم الوثائق، في مكتبة البطريركية المارونية، تعود إلى عهد البطريرك يوسف الجرجسي بدايات القرن الثاني عشر، تزامنًا مع العهد الصليبي، وبدءًا من هذا التاريخ، يمكن وضع سجل دقيق عن البطريركيّة المارونيّة:
| الترتيب | البطريرك              | مسقط رأسه      | من   | إلى  | المنصب الذي كان يشغله | ملاحظات                                                       |
| ------- | --------------------- | -------------- | ---- | ---- | --------------------- | ------------------------------------------------------------- |
| 24      | يوسف الجرجسي          | -              | 1100 | 1120 | -                     | حصول الاتصال الأول مع الصليبيين                               |
| 25      | بطرس الأول            | -              | 1120 | 1130 | -                     | انتقال الكرسي البطريركي إلى ميفوق، جبيل                       |
| 26      | غريغوريوس الأول       | حالات، جبيل    | 1130 | 1141 | -                     | -                                                             |
| 27      | يعقوب الأول           | رامات، جبيل    | 1141 | 1151 | -                     | -                                                             |
| 28      | يوحنا الخامس          | لحفد، جبيل     | 1151 | 1154 | -                     | -                                                             |
| 29      | بطرس الثاني           | -              | 1154 | 1173 | -                     | -                                                             |
| 30      | بطرس الثالث           | -              | 1173 | 1189 | -                     | -                                                             |
| 31      | بطرس الرابع           | -              | 1189 | 1199 | -                     | -                                                             |
| 32      | إرميا الثاني العمشيتي | عمشيت، جبيل    | 1199 | 1230 | -                     | سافر إلى روما، وشارك في أعمال المؤتمر اللاتراني الرابع.       |
| 33      | دانيال الأول          | شامات، جبيل    | 1230 | 1239 | -                     | -                                                             |
| 34      | يوحنا السادس          | جاج، جبيل      | 1239 | 1245 | -                     | -                                                             |
| 35      | سمعان الرابع          | -              | 1245 | 1277 | -                     | -                                                             |
| 36      | يعقوب الثاني          | -              | 1277 | 1278 | -                     | -                                                             |
| 37      | دانيال الثاني         | حدشيت، بشري    | 1278 | 1282 | -                     | -                                                             |
| 38      | لوقا الأول            | بنهران، الكورة | 1282 | ؟    | -                     | الانقسام الخطير في رئاسة الكنيسة حيث انتخب الموارنة بطريركان. |
| 39      | إرميا الثالث          | دملصا، جبيل    | 1283 | 1297 | -                     | -                                                             |
| 40      | شمعون الخامس          | -              | 1297 | 1339 | أسقف قبرص.            | -                                                             |
| 41      | يوحنا السابع          | العاقورة، جبيل | 1339 | 1357 | -                     | -                                                             |
| 42      | جبرائيل الثاني        | حجولا، جبيل    | 1357 | 1367 | -                     | مات شهيدًا على يد المماليك في طرابلس.                          |
| 43      | داوود الثاني          | -              | 1367 | 1404 |                       |                                                               |

### من القرن الخامس عشر وحتى القرن السابع عشر
| الترتيب | البطريرك                | مسقط رأسه      | من   | إلى  | المنصب الذي كان يشغله        | ملاحظات                            |
| ------- | ----------------------- | -------------- | ---- | ---- | ---------------------------- | ---------------------------------- |
| 44      | يوحنا الثامن الجاجي     | جاج، جبيل      | 1404 | 1445 | نائب بطريركي                 | انتقال الكرسي البطريركي إلى قنوبين |
| 45      | يعقوب الثالث الحدثي     | الحدث، بعبدا   | 1445 | 1468 | أسقف دير مار يوحنا، بشري     |                                    |
| 46      | يوسف الثاني الحدثي      | الحدث، بعبدا   | 1468 | 1492 | نائب بطريركي                 | الشهير بابن حسان.                  |
| 47      | سمعان السادس الحدثي     | الحدث، بعبدا   | 1492 | 1524 | نائب بطريركي                 | -                                  |
| 48      | موسى سعادة              | الكفرون، عكار  | 1524 | 1567 | أسقف دير السيدة، حوقا        | -                                  |
| 49      | ميخائيل الأول الرزي     | باقوفا، بشري   | 1567 | 1581 | أسقف دير مار أنطونيوس قزحيّا. | -                                  |
| 50      | سركيس الرزي             | باقوفا، بشري   | 1581 | 1597 | نائب بطريركي                 | -                                  |
| 51      | يوسف الثالث الرزي       | باقوفا، بشري   | 1597 | 1608 | نائب بطريركي                 | -                                  |
| 52      | يوحنا التاسع مخلوف      | إهدن، زغرتا    | 1608 | 1633 | نائب بطريركي                 | -                                  |
| 53      | جرجس الأول عميرة        | إهدن، زغرتا    | 1633 | 1644 | أسقف إهدن.                   | -                                  |
| 54      | يوسف الرابع حليب        | العاقورة، جبيل | 1644 | 1648 | أسقف صيدا وصور               | -                                  |
| 55      | يوحنا العاشر البواب     | صفرا، كسروان   | 1648 | 1656 | نائب بطريركي                 | -                                  |
| 56      | جرجس الثاني البسبعلي    | سبعل، زغرتا    | 1656 | 1670 | نائب بطريركي                 | -                                  |
| 57      | اسطفانوس الثاني الدويهي | إهدن، زغرتا    | 1670 | 1704 | أسقف قبرص.                   | أعلن طوباويا في تموز 2024          |

### من القرن الثامن عشر حتى القرن العشرين

#### القرن الثامن عشر
| الترتيب | البطريرك            | مسقط رأسه      | من   | إلى  | المنصب الذي كان يشغله   | ملاحظات                                     |
| ------- | ------------------- | -------------- | ---- | ---- | ----------------------- | ------------------------------------------- |
| 58      | جبرائيل الثاني      | بلوزان، كسروان | 1704 | 1705 | أسقف حلب                | -                                           |
| 59      | يعقوب الرابع عوّاد   | حصرون، بشري    | 1705 | 1733 | أسقف طرابلس.            | -                                           |
| 60      | يوسف الخامس الخازن  | جونيه، كسروان  | 1733 | 1742 | أسقف غوسطا              | انعقاد المجمع اللبناني في دير سيدة اللويزة. |
| 61      | سمعان السابع عوّاد   | حصرون، بشري    | 1742 | 1756 | أسقف دمشق               | -                                           |
| 62      | طوبيا الخازن        | بقعاته، كسروان | 1756 | 1766 | أسقف قبرص               | -                                           |
| 63      | يوسف السادس اسطفان  | غوسطا، كسروان  | 1766 | 1793 | أسقف بيروت              | -                                           |
| 64      | ميخائيل الثاني فاضل | بيروت          | 1793 | 1795 | أسقف بيروت              | -                                           |
| 65      | فيليبس الجميّل       | بكفيا، المتن   | 1795 | 1796 | أسقف قبرص               | -                                           |
| 66      | يوسف السابع الطيّان  | بيروت          | 1796 | 1809 | أسقف دمشق ونائب بطريركي | -                                           |

#### القرن التاسع عشر
|         |        |                                        |                                           |                    |                      |                    |                           | |
| الترتيب | الصورة | الاسم الاسم مع ترتيب                   | فترة البطريركية                           | المدة              | مكان الميلاد         | المنصب السابق      | العمر عند الانتخاب/الوفاة | ملاحظات |
| 67      |        | يوحنا بطرس الحلو يوحنا بطرس الحادي عشر | 8 حزيران 1809 - 12 أيار 1823              | 13 سنوات و338 أيام | غوسطا، جبل لبنان     | نائب بطريركي       | -                         | هو آخر البطاركة الذي يقيم في وادي قاديشا إذ انتقلت البطريركية من بعده إلى بكركي. |
| 68      |        | يوسف بطرس حبيش يوسف بطرس الثامن        | 25 أيار 1823 - 23 أيار 1845               | 21 سنوات و363 أيام | ساحل علما، جبل لبنان | رئيس أساقفة طرابلس | 36\58                     | هو أصغر بطريرك ماروني ينتخب من حيث العُمر، بنى خلال بطريركيته عددًا وافرًا من المدارس والإكليركيات ونشّط التعليم وجعله إلزاميًا وقاوم البعثات البروتستانتية، رسخ خلال عهده نظام القائمقاميتين، وهو أول بطريرك يحوز على الوسام المجيدي من الدولة العثمانية. مات غماً في أعقاب فتنة 1854. |
| 69      |        | يوسف بطرس الخازن يوسف بطرس التاسع      | 18 آب 1845 - 3 تشرين الثاني 1854          | 9 سنوات و77 أيام   | عجلتون، جبل لبنان    | رئيس أساقفة دمشق   | 54\63                     | انتخب خلال أحداث فتنة 1854، وقضى الحصة الأولى من بطريركيته يسعى لترميم آثارها. |
| 70      |        | بولس بطرس مسعد بولس بطرس الأول         | 12 تشرين الثاني 1854 - 18 نيسان 1890      | 35 سنوات و157 أيام | عشقوت، جبل لبنان     | نائب بطريركي       | 48\84                     | تم خلال بطريركيته تأسيس متصرفية جبل لبنان، وقام بأول زيارة خارجية لبطريرك ماروني منذ القرن الثالث عشر، زار خلالها البطريرك مسعد روما وباريس وإسطنبول والتقى السلطان عبد العزيز ونابليون الثالث وليون الثالث عشر، كما شهدت حبريته الاقتتال الطائفي بين الموارنة والدروز عام 1860.  |
| 71      |        | يوحنا بطرس الحاج يوحنا بطرس الثاني عشر | 28 نيسان 1890 - 24 كانون الأول 1898       | 8 سنوات و240 أيام  | دلبتا، شمال لبنان    | رئيس أساقفة بعلبك  | 73\81                     | تم تشييد مقر البطريركية المارونية في بكركي بهيئته الحالية خلال بطريركيته. |
| 72      |        | إلياس بطرس الحويك إلياس بطرس الأول     | 6 كانون الثاني 1899 - 24 كانون الأول 1931 | 33 سنوات و353 أيام | حلتا، شمال لبنان     | نائب بطريركي       | 56\89                     | شهدت بطريركيته مآسي الحرب العالمية الأولى وميلاد دولة لبنان الكبير. |

#### القرن العشرون
|         |        |                                        |                                     |                    |                     |                        |                           | |
| الترتيب | الصورة | الاسم الاسم مع ترتيب                   | فترة البطريركية                     | المدة              | مكان الميلاد        | المنصب السابق          | العمر عند الانتخاب/الوفاة | ملاحظات |
| 73      |        | أنطون بطرس عريضة أنطون بطرس الثاني     | 8 كانون الثاني 1932 - 19 أيار 1955  | 23 سنوات و131 أيام | بشري، شمال لبنان    | رئيس أساقفة طرابلس     | 70\92                     | تم في عهده صياغة الميثاق الوطني اللبناني الذي حفظ للموارنة رئاسة الجمهورية في لبنان.                                                                 |
| 74      |        | بولس بطرس المعوشي بولس بطرس الثاني     | 25 أيار 1955 - 11 كانون الثاني 1975 | 19 سنوات و231 أيام | جزين، جنوب لبنان    | رئيس أساقفة صور        | 61\81                     | اختاره البابا بيوس الثاني عشر، ولم ينتخب انتخابًا، وهو أول بطريرك ماروني يقبل منصب كاردينال في الكنيسة الجامعة.                                       |
| 75      |        | أنطون بطرس خريش أنطون بطرس الثالث      | 2 آذار 1975 - 3 نيسان 1986          | 11 سنوات و32 أيام  | عين إبل، جنوب لبنان | نائب بطريركي           | 68\87                     | اندلعت في عهده الحرب الأهلية اللبنانية، وقد استقال إثر تهجير الجبل، لطعونه في السن، وقد توفي في بيروت عام 1994.                                      |
| 76      |        | نصر الله بطرس صفير نصر الله بطرس الأول | 19 نيسان 1986 - 15 آذار 2011        | 24 سنوات و330 أيام | ريفون، جبل لبنان    | رئيس أساقفة نيابة دمشق | 66\ 99                    | له دور في إرساء اتفاق الطائف انهاء الحرب الأهلية اللبنانية، وفي مصالحة الجبل عام 2000 ولقبه البعض "عرّاب ثورة الأرز"، استقال بداعي السن في شباط 2011. |

### القرن الحادي والعشرين
|         |        |                                    |                       |                    |                   |                  |                           |         |
| الترتيب | الصورة | الاسم الاسم مع ترتيب               | فترة البطريركية       | المدة              | مكان الميلاد      | المنصب السابق    | العمر عند الانتخاب/الوفاة | ملاحظات |
| 77      | تعليق  | بشارة بطرس الراعي بشارة بطرس الأول | 15 آذار 2011 - الحاضر | 13 سنوات و359 أيام | حملايا، جبل لبنان | رئيس أساقفة جبيل | 71/-                      |         |

## مواقع خارجية
- البطريركية المارونية.
- بطاركة من تاريخ الموارنة على يوتيوب.
- البطاركة الموارنة.(بالإنجليزية)